# Luc Van Hoywegen
Luc Van Hoyweghen (Appels, 1929. január 1. – Dendermonde, 2013. június 30.) belga labdarúgócsatár.
A belga válogatott tagjaként részt vett az 1954-es labdarúgó-világbajnokságon.